# Фризанко
Фризанко (итал. Frisanco) — коммуна в Италии, располагается в регионе Фриули-Венеция-Джулия, в провинции Порденоне.
Население составляет 694 человека (2008 г.), плотность населения составляет 11 чел./км². Занимает площадь 61 км². Почтовый индекс — 33080. Телефонный код — 0427.
Покровительницами коммуны почитаются святые Мавра и Фоска, празднование 13 февраля.

## Демография
Динамика населения:

## Администрация коммуны
- Официальный сайт: